# 麦克唐纳商学院
麥克多諾商學院（英語：McDonough School of Business）是美國乔治敦大学的商學院，位於首都華府，授予學士與碩士學位。該商學院以乔治敦大学校友罗伯特・埃米特・麥克多諾（Robert Emmett McDonough）為名。